# در سایه دوشیزگان شکوفا
در سایهٔ دوشیزگان شکوفا (به فرانسوی: À l'ombre des jeunes filles en fleurs) جلد دوم در جستجوی زمان از دست‌رفته نوشته مارسل پروست است که در ۱۹۱۹ از سوی انتشارات گالیمار به چاپ رسید. به یاری لئون دوده رمان در همان سال برنده جایزه گنکور شد.

## چکیده رمان

### بخش نخست
در این بخش راوی به یادآوری زندگی آدمهایی که در پاریس با آنان آشنایی داشته می‌پردازد. مانند کاردار نورپوآ، کوتار که پزشک نامداری است و در فرهنگستان همه او را می‌شناسند، برگوت که راوی در داستانسرایی بسیار او را می‌پرستد، برما بازیگر نمایشنامه، ژیلبرت سووان، اودت دوکرسی، شارل سووان. پس از وابستگی و دلباختگی‌های چندی سرانجام راوی دل می‌کند و به شهری که بسیار دوست دارد، بالبک، می‌رود.

### بخش دوم
پس از رسیدن به سرزمین رویایش، راوی با مادر بزرگ و کارمندشان فرانسواز چندی در میهمانخانه‌ای می‌ماند. زندگی در تنهایی و آرامش پس از چندی جایش را به آشنایی‌های تازه می‌دهد. روبر دو سن لو، استین نگاره گر. دلباختگی به آلبرتین. برای کشیدن این زن به سوی خود گاهی با آندره گرم می‌گیرد تا دل آلبرتین را بیشتر از آن خود کند.

## چاپ‌های کتاب
1. در سایه دوشیزگان شکوفا، ۱۲۹۸ (۱۹۱۹میلادی)، انتشارات گالیمار، پاریس، برنده جایزه گنکور در همان سال
2. در سایه دوشیزگان شکوفا، ۱۳۶۶ (۱۹۹۷میلادی)، نشر ژ. اف، پاریس
3. در سایه دوشیزگان شکوفا، ۱۳۸۹ (۲۰۱۰میلادی)، نشر لیور دو پوش، پاریس

## پوشان‌ها
- مشارکت‌کنندگان ویکی‌پدیا. «À l'ombre des jeunes filles en fleurs». در دانشنامهٔ ویکی‌پدیای فرانسوی، بازبینی‌شده در ۲۱ اکتبر ۲۰۱۴.